# Schitt’s Creek
Schitt’s Creek ist eine kanadische Fernsehserie, die auf den Ideen von Eugene Levy und seinem Sohn Daniel Levy basiert. Sie feierte am 13. Januar 2015 ihre Premiere beim Sender CBC. In Deutschland wird die Serie seit dem 12. Dezember 2018 bei TVNOW bereitgestellt. Mit der sechsten Staffel endete die Serie im Jahr 2020.
Bei der Primetime-Emmy-Verleihung 2020 gewann die letzte Staffel der Serie alle sieben großen Comedy-Preise – Outstanding Comedy Series, Outstanding Writing und Outstanding Directing für Dan Levy (den letzten gemeinsam mit Andrew Cividino) und stellt einen Rekord für den Gewinn aller vier großen Schauspielkategorien (Hauptdarsteller/Hauptdarstellerin und Nebendarsteller/Nebendarstellerin) für Catherine O’Hara, Annie Murphy, Eugene Levy und Dan Levy, auf. Gleichzeitig stellte die Serie einen neuen Rekord für die meisten Emmy-Gewinne durch eine Comedy-Serie einer einzigen Staffel auf. 2021 gewann O’Hara auch einen Golden Globe Award.

## Handlung
Die Serie folgt dem Ehepaar Johnny Rose (Eugene Levy), einem reichen Videotheken-Magnaten, und Moira Rose (Catherine O’Hara), einer Soap-Darstellerin, sowie ihren Kindern David (Daniel Levy) und Alexis (Annie Murphy), die ihr komplettes Vermögen verlieren, da ihr Manager keine Steuern für sie entrichtet hat. Sie sind gezwungen, ihr Leben mit ihrer einzigen verbliebenen Ressource wiederaufzubauen: einer kleinen Stadt namens Schitt’s Creek, die sie für ihren Sohn ein paar Jahre zuvor zu seinem Geburtstag als Geschenk und Witz gekauft hatten.
Dort sind sie notgedrungen dazu gezwungen, in einem in die Jahre gekommenen Motel in zwei nebeneinander liegenden Zimmern zu leben. Bei dem Versuch, ihr Leben an die dortigen Gegebenheiten anzupassen, gerät ihr bisheriger hoher Lebensstil in Konflikt mit der Lebensweise der ansässigen, deutlich bodenständigeren Stadtbevölkerung. Zu ihnen gehören unter anderem der Bürgermeister der Stadt, Roland Schitt (Chris Elliott), dessen Frau Jocelyn (Jennifer Robertson) sowie Stevie (Emily Hampshire), die Besitzerin des Motels.

## Besetzung
Die Synchronisation der Serie wurde bei der Scalamedia unter der Dialogregie von Frank Schröder, Heinz Burghardt und Tanja Schmitz erstellt.
| Rolle          | Rollenbeschreibung              | Darsteller         | Synchronsprecher   |
| -------------- | ------------------------------- | ------------------ | ------------------ |
| Johnny Rose    | Vater                           | Eugene Levy        | Erich Räuker       |
| Moira Rose     | Mutter                          | Catherine O’Hara   | Almut Zydra        |
| David Rose     | Sohn                            | Daniel Levy        | Bastian Sierich    |
| Alexis Rose    | Tochter                         | Annie Murphy       | Sonja Spuhl        |
| Roland Schitt  | Bürgermeister                   | Chris Elliott      | Rainer Doering     |
| Jocelyn Schitt | Ehefrau des Bürgermeisters      | Jennifer Robertson | Cathlen Gawlich    |
| Stevie Budd    | Motelbesitzerin                 | Emily Hampshire    | Elisabeth von Koch |
| Twyla Sands    | Bedienung im Café Tropical      | Sarah Levy         |                    |
| Mutt Schitt    | Sohn des Bürgermeisters         | Tim Rozon          |                    |
| Ted Mullens    | Tierarzt, Alexis’ Liebschaft    | Dustin Milligan    | Ozan Ünal          |
| Patrick Brewer | Davids Partner/Geschäftspartner | Noah Reid          |                    |

| Rolle       | Rollenbeschreibung                  | Darsteller     | Synchronsprecher |
| ----------- | ----------------------------------- | -------------- | ---------------- |
| Bob Currie  | Stadtratsmitglied                   | John Hemphill  | Lutz Riedel      |
| Wendy Kurtz | Boutiquebesitzerin                  | Robin Duke     |                  |
| Ray Butani  | Stadtratsmitglied, Immobilienmakler | Rizwan Manji   | Marius Clarén    |
| Jake        | Stevies Partner                     | Steve Lund     |                  |
| Ronnie Lee  | Stadtratsmitglied                   | Karen Robinson |                  |
| Ivan        | Bäcker                              | Jasmin Geljo   |                  |